# 三三制原则
“三三制”原则是中国共产党在抗日战争时期的统一战线政权政策。根据该政策，抗日民主政权中工作人员的分配，共产党员大約佔三分之一，左派进步分子大約佔三分之一，中间分子和其他分子大約佔三分之一:349。

## 简介
1940年3月6日，中共中央发出毛泽东起草的关于《抗日根据地的政权问题》的党内指示：在政权工作人员中，共产党员、非党的左派进步分子和中间派应各占三分之一，实行“三三制”或“三三制抗日民主政权”。该指示称，“在抗日时期，我们所建立的政权的性质，是民族统一战线的”，要求在各级政权中实行“三三制”，即“在人员分配上，应规定为共产党员占三分之一，非党的左派进步分子占三分之一，不左不右的中间派占三分之一”，以达到发展进步势力，争取中间势力，孤立顽固势力的目的。1941年2月陕甘宁边区各级政府率先根据该原则进行了改选，5月1日《陕甘宁边区施政纲领》颁布，至1942年基本实现。1944年以后，“三三制”的范围从政权机关扩展至经济事业和文化事业机关。
中国共产党在各抗日根据地建立抗日民族统一战线政权时，对参加抗日民主政权的人员分配上采取了如下政策：在抗日民主政权中，代表无产阶级和贫农的中国共产党党员占三分之一，代表小资产阶级的左派进步分子占三分之一，代表中等资产阶级和开明绅士的中间分子和其他人员占三分之一。汉奸和反共分子无资格参加该政权。这种在人数上的安排是为保证实现抗日民族统一战线政权原则。三三制政权的实质是在中国共产党领导下的几个革命阶级联合起来对汉奸和反动派实行民主专政的政权。此种政权的施政方针为：“反对日本帝国主义，保护抗日的人民，调节抗日阶层的利益，改善工农的生活和镇压汉奸、反动派。”三三制政权是新民主主义政权在抗日战争时期的具体形式，起到了团结人民，巩固抗日根据地的作用。
“三三制”实行后，效果很好。首先，实行“三三制”使中国共产党各抗日根据地的各级政权具有了广泛的代表性，不仅调动了“革命阶级”的积极性，而且有效调动了曾属“革命对象”阶级的积极性。有的地主和士绅“从绝望的地位见到‘三三制’，就多表示出意外与兴奋的心情。”甚至“在摇头摆尾的唱‘虽尧舜之世不如也’了”。其次，实行“三三制”后，使政权决策的民主性、科学性加强，不仅是因政权人员构成的广泛代表性，而且因“三三制”使各级政权吸收了大批人才。例如将陕甘宁边区两届参议会提案进行对比，便可见到提案深度和广度都有很大扩展。以经济类提案为例，第一届参议会（1939年至1941年）仅仅提及要发展农业生产，发展农副业，增强粮食收入，改善人民生活等，第二届参议会（1941年至1945年）的同类提案则进一步涉及到所有制问题及财产问题，包括巩固边币、发展公私商业、发展贸易等。政治类提案中，李鼎铭等11位参议员提出的“精兵简政”提案迅速被边区政府乃至中共中央采纳，导致了边区及其他根据地大规模精兵简政运动。再次，实行“三三制”提高了各级政权的工作效率，由于中共党员在政权机关中仅占三分之一，因此他们工作更加努力；非共产党员过去被排斥在中共政权外，尤其是曾属“专政对象”的地主、富农、中国国民党党员等，在被吸纳到政权机关后也珍惜机会、积极表现。